# Jacques Corbin
Pour les articles homonymes, voir Corbin.
Jacques Corbin, né à Saint-Gaultier (Indre) vers 1580 et mort en 1653, est un avocat et poète français.
Écrivain critiqué par Nicolas Boileau dans l'Art poétique, il fut conseiller du roi sous Louis XIII. Il composa notamment une vie de Sainte Geneviève et publia une traduction de la Bible ainsi que des ouvrages d'histoire et de droit. Son fils, cité aussi par Boileau, était également avocat.

## Publications
- Les Amours de Philocaste (1601)
- Le Martyre d'amour, où, par la funeste fin de Cariphile et de son amante, tous deux martyrisez, est tesmoigné le misérable événement d'un amour clandestin (1603)
- Les Sainctes voluptez de l'âme (1606)
- Panégyrique à monseigneur, messire Nicolas Chevalier, chevalier de l'Ordre du roy, baron de Grissé, chastelain de Seneché, seigneur de Wideuille etc., conseiller du roy, premier président en sa Cour des aydes de Paris (1622)
- L'Oratoire de Jésus, panégyrique à Mgr l'illustrissime et révérendissime cardinal de Bérulle (1628)
- La Vie et miracles de la vierge madame saincte Geneviève, patrone de Paris (1632) Texte en ligne
- La Saincte Franciade, contenant la vie, gestes et miracles du bien-heureux patriarche sainct François, sa reigle, ses stigmates, et la chronique de tous ses ordres des conventuels, observantins ou cordeliers, capucins et recollects (1634)
- La Vie, mort et miracles du très-illustre S. Bruno, patriarche de l'ordre des Chartreux (1642) Texte en ligne
- La Saincte Bible. Nouvelle traduction, tres-elegante, tres-literale et tres-conforme à la vulgaire du pape Sixte V. Selon l'impression de Rome. Reveuë & corrigée par le tres-exprés commandement du Roy. Et approuvée par les docteurs en la faculté de theologie de l'université de Poictiers (6 volumes, 1643)
- Les Panégyriques du Très-Sainct Sacrement de l'autel, plus le triomphe de Jésus-Christ au Très-Sainct Sacrement de l'autel, et l'histoire miraculeuse de l'institution de sa feste en un poëme héroïque, et la vie de Saincte Geneviefve aussi en un poëme héroïque, et autres pièces du mesme autheur (1652)

Ouvrages historiques et juridiques
- Plaidoyez de Me Jacques Corbin, ensemble les arrests intervenus sur iceux et autres, prononcez en robes rouges et autrement dignes et remarquables à la postérité (1610)
- Les Loix de la France promulguées sur la nécessité des controverses par les arrests du Parlement de Paris (1613)
- Traicté des droicts de patronage honorifiques et autres en dépendans, contenant les loix de tous les peuples, ordonnances, coustumes et arrests sur ce intervenus (1622)
- Preuve du nom de la messe et de son antiquité par l'Escriture Saincte et les Pères des quatre premiers siècles de la naissance de l'Église (1620)
- Suite des droicts de patronage honorifiques et autres recueils d'arrests et plaidoyez (1622)
- Le Code Louis XIII, roy de France et de Navarre, contenant ses ordonnances et arrests de ses Cours souveraines pour les droicts de sa couronne, police entre ses sujets, reiglement de la justice, forme et abréviation des procez, recueillies, commentées et conférées avec celles des rois Henry le Grand son père, Henry III, Charles IX, François II, Henry II, François I et autres ses prédécesseurs (1628) Texte en ligne
- L'Histoire sacrée de l'ordre des Chartreux et du très illustre sainct Bruno, leur patriarche (1653)

## Source
Cet article comprend des extraits du Dictionnaire Bouillet. Il est possible de supprimer cette indication, si le texte reflète le savoir actuel sur ce thème, si les sources sont citées, s'il satisfait aux exigences linguistiques actuelles et s'il ne contient pas de propos qui vont à l'encontre des règles de neutralité de Wikipédia.
- Christine Méry-Barnabé, Célèbres en Berry, p. 113, 256 p., Alan Sutton, Saint-Cyr-sur-Loire, 2006  (ISBN 2-84910-358-6)